# Puceul

Localització de Puceul

Puceul  (en bretó Puñsel) és un municipi francès, situat a la regió de país del Loira, al departament de Loira Atlàntic, que històricament va formar part de la Bretanya. L'any 2006 tenia 879 habitants. Limita amb Nozay, La Grigonnais, La Chevallerais, Saffré i Abbaretz.

## Demografia
| 1962                                       | 1968 | 1975 | 1982 | 1990 | 1999 |
| ------------------------------------------ | ---- | ---- | ---- | ---- | ---- |
| 646                                        | 685  | 609  | 580  | 599  | 630  |
| Des de 1962: població sense dobles comptes |      |      |      |      |      |

## Administració
| Període   | Identitat        | Partit |
| --------- | ---------------- | ------ |
| 2001-2008 | Raphaël Lebreton |        |
| 2008-     | Claire Theveniau |        |